# Chatakonda
Chatakonda là một thị trấn thống kê (census town) của quận Khammam thuộc bang Andhra Pradesh, Ấn Độ.

## Địa lý
Chatakonda có vị trí 17°33′B 80°39′Đ / 17,55°B 80,65°Đ Nó có độ cao trung bình là 70 mét (229 foot).

## Nhân khẩu
Theo điều tra dân số năm 2001 của Ấn Độ, Chatakonda có dân số 2701 người. Phái nam chiếm 50% tổng số dân và phái nữ chiếm 50%. Chatakonda có tỷ lệ 55% biết đọc biết viết, thấp hơn tỷ lệ trung bình toàn quốc là 59,5%: tỷ lệ cho phái nam là 62%, và tỷ lệ cho phái nữ là 48%. Tại Chatakonda, 13% dân số nhỏ hơn 6 tuổi.